# Chiesa di San Maurizio (Vigevano)
La chiesa di San Maurizio era un edificio religioso sito a Vigevano, in provincia di Pavia e diocesi di Vigevano.

## Descrizione e storia
Antica chiesa della parrocchia di San Cristoforo, si trovava oltre il naviglio, in aperta campagna, lungo l'odierno corso Pavia, visibile a coloro che uscivano o entravano dalla contrada di Strata (via Cairoli), successivamente chiamata porta Sforzesca. Solo di rado vi si svolgevano le sacre funzioni.
Più piccola di San Giorgio in Strata, ma identica nella planimetria, San Maurizio aveva abside semicircolare. La sua origine si perde nelle tenebre dei secoli passati, come per molte chiese simili poste fuori dalle porte della città, e nemmeno Simone Dal Pozzo può datarne la costruzione. La sua facciata era ornata di pitture eseguite nel 1503, mentre le figure di santi nell'interno furono fatte nel 1506. Venne soppressa e venduta alla fine del XVIII secolo, pesantemente modificata a inizio XX secolo e infine abbattuta nel 1960.